# Логоглу, Фарук

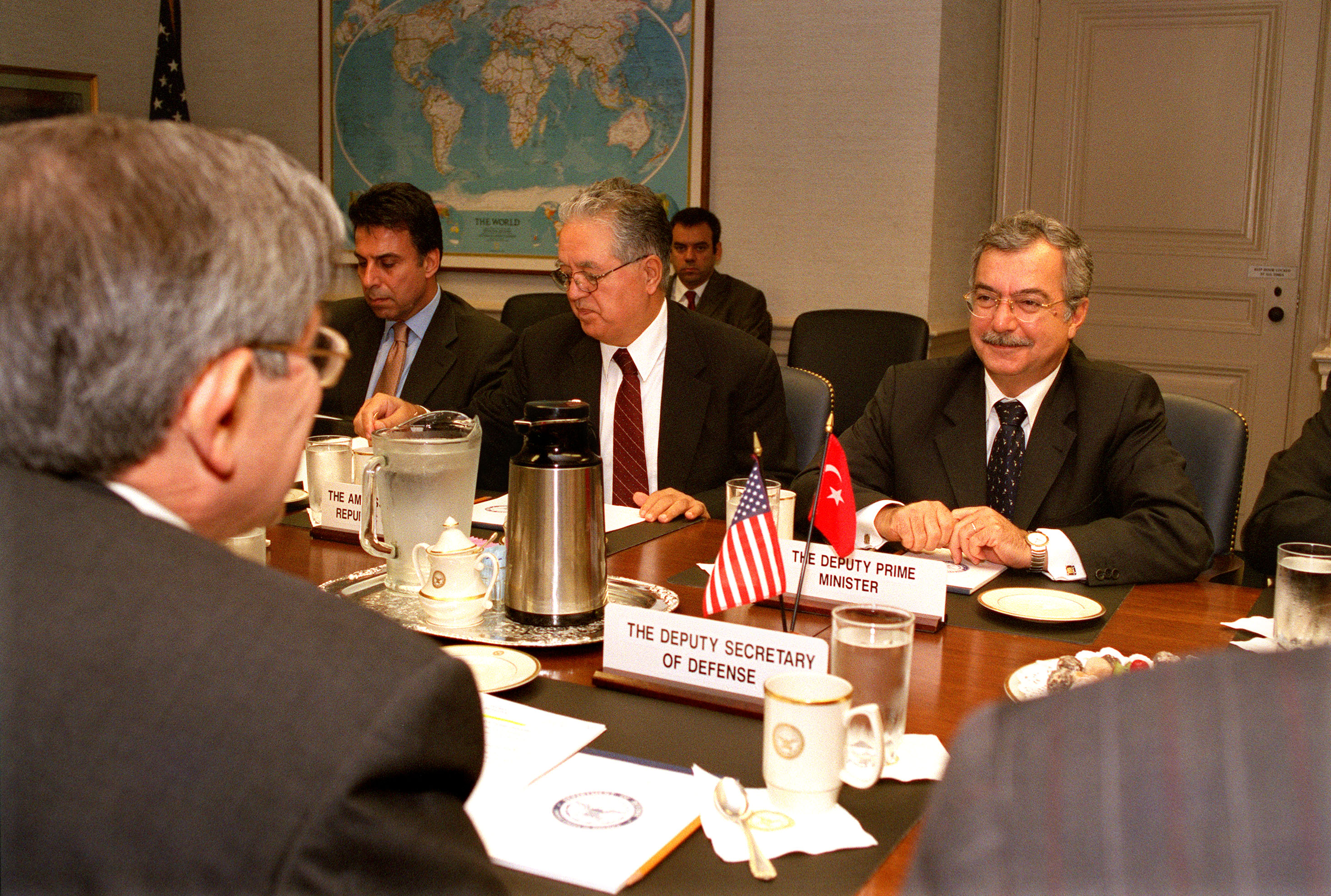
Осман Фарук Логоглу (в центре)

Осман Фарук Логоглу (тур. Faruk Loğoğlu; род. 1941, Анкара) — турецкий дипломат и политик, чрезвычайный и полномочный посол Турции в Азербайджане, Дании и Соединенных Штатах Америки, депутат Великого национального собрания Турции.  

## Биография
Фарук Логоглу родился 15 октября 1941 года в Анкаре. Окончинил Американский колледж в Тарсусе. Получил степень бакалавра и магистра по политологии в Университете Брандейса в Уолтеме и в 1970 г. степень доктора философии в Принстонском университете.

## Карьера
Фарук Логоглу поступил на работу в Министерство иностранных дел Турции в 1971 году и занимался в основном политическими вопросами в центральных департаментах, уделяя особое внимание Ближнему Востоку и Европе. Занимал различные должности в Министерстве иностранных дел — политический советник, первый секретарь постоянного представительства при Европейском экономическом сообществе, временный поверенный в делах Турции в Дакке, заместитель руководителя политического отдела Постоянного представительства Турции при ООН и генеральный консул Турции в Гамбурге.
С 1993 по 1996 год Фарук Логоглу был послом Турции в Дании.
В 1996 г. назначен послом в Азербайджане и занимал эту должность до 1998 года.
По возвращении из Азербайджана в 1998 году Логоглу, сначала занимал должность помощника заместителя министра по многосторонним политическим вопросам (1998–2000), а затем заместителя министра (2000–2001). Был членом Консультативного совета по внешней политике при Министерстве иностранных дел и заместителем председателя Национальной комиссии Турции по делам ЮНЕСКО. Логоглу также работал в ООН (Нью-Йорк), Бельгии, Бангладеш и Германии. 
В 2001 г назначен послом Турции в США и занимал эту должность до 2006 г.
Логоглу вышел на пенсию из дипломатической службы Турции в 2006 году. В течение двух лет (2006-2008) возглавлял один из ведущих аналитических центров Турции — Центр Евразийских Стратегических Исследований (ASAM), штаб-квартира, которой находится в Анкаре.
С 2006 по 2010 год Фарук Логоглу занимал пост заместителя председателя Национальной комиссии Турции по делам ЮНЕСКО и возглавлял Комитет по культуре во время Генеральной конференции ЮНЕСКО в Париже. Позднее стал членом Республиканской Народной Партии и был избран депутатом Великого национального собрания Турции из Аданы на выборах в июне 2011 года. В настоящее время является членом Комитета по международным отношениям Великого национального собрания Турции и заместителем председателя РНП по международным отношениям.

## Научная деятельность
Фарук Логоглу опубликовал множество статей по внешней политике на турецком и английском языках, является автором книги,  рассказывающей о политической биографии второго президента Турции Исмета Инёню — «Исмет Инёню и становление современной Турции».